# Marco Claudio Marcello (console 287 a.C.)
Marco Claudio Marcello  (latino : Marcus Claudius Marcellus) (fl. III secolo a.C.) è stato un politico romano.

## Biografia
Figlio, probabilmente, del console del 331 a.C. Marco Claudio Marcello, fu eletto console a sua volta nel 287 a.C. con Gaio Nauzio Rutilo.